# Moussa Sabo
Moussa Sabo est un homme politique camerounais et le Lamido de Meiganga dans la région de l'Adamaoua. Le Président de la République du Cameroun le nomme au Sénat en 2013.

## Biographie
Sa Majesté Moussa Sabo incarne l'autorité traditionnelle en tant que Lamido de la Chefferie de Meiganga dans le département du Mbéré, région de l'Adamaoua. 

## Parcours politique
Le Lamido de Meiganga est un militant du Rassemblement Démocratique du Peuple Camerounais (RDPC). En 2013, il est nommé Sénateur titulaire de la région de l'Adamaoua par le Président de la République en vertu du décret N°2013/149 du 8 mai 2013. Il compte ainsi parmi les chefs traditionnels désignés par le Chef de l’État lors de la première législature du Sénat camerounais.  
En 2018, la confiance présidentielle lui est renouvelée lors de la deuxième législature. En effet, à la suite du décret N° 2018/242 du 12 avril 2018 portant nomination de Sénateurs, il est à nouveau Sénateur titulaire de la région de l'Adamaoua nommé par le Président de la République. 
Sa Majesté Moussa Sabo conserve ses fonctions de Sénateur titulaire lors de la troisième législature comme indiqué dans le décret N°2023/188 du 31 mars 2023. Les membres de la communauté du département Mbéré adresseront leurs remerciements au Président de la République pour avoir désigné le Lamido de Meiganga comme Sénateur pour la troisième fois de suite aux côtés de Souadatou Djallo épse Kalkaba qui a remporté les élections sénatoriales pour le compte du RDPC.  